# Lijst van rijksmonumenten in Oude IJsselstreek
De gemeente Oude IJsselstreek telt 41 (inclusief de complexonderdelen 82) inschrijvingen in het rijksmonumentenregister. Hieronder een overzicht. 

## Breedenbroek
De plaats Breedenbroek telt 3 inschrijvingen in het rijksmonumentenregister.
| Object                                | Oorspronkelijke functie?  | Bouwjaar | Architect | Locatie          | Coördinaten?                  | Nr.?   | Afbeelding                            |
| ------------------------------------- | ------------------------- | -------- | --------- | ---------------- | ----------------------------- | ------ | ------------------------------------- |
| De Kempermolen                        | Industrie- en poldermolen | 1882     |           | Molenweg 23      | 51° 53' 47" NB, 6° 27' 14" OL | 16067  | Meer afbeeldingen                     |
| Boerderij met aangrenzende bijschuren | Boerderij                 | 1873     |           | Prinsenstraat 14 | 51° 53' 6" NB, 6° 27' 21" OL  | 523688 | Boerderij met aangrenzende bijschuren |
| zwartgeteerde wagenschuur             | Boerderij                 | 1873     |           | Prinsenstraat 14 | 51° 53' 7" NB, 6° 27' 21" OL  | 523689 | Upload foto                           |

## Etten
De plaats Etten telt 5 inschrijvingen in het rijksmonumentenregister.
| Object                                                                  | Oorspronkelijke functie?  | Bouwjaar  | Architect      | Locatie                             | Coördinaten?                  | Nr.?   | Afbeelding                                                              |
| ----------------------------------------------------------------------- | ------------------------- | --------- | -------------- | ----------------------------------- | ----------------------------- | ------ | ----------------------------------------------------------------------- |
| NH Maartenskerk                                                         | Kerk en kerkonderdeel     | ca. 1440  |                | Dorpsstraat 23                      | 51° 54' 58" NB, 6° 20' 27" OL | 16068  | Meer afbeeldingen                                                       |
| De Witten                                                               | Industrie- en poldermolen | 1861      |                | Oldenhove 5                         | 51° 54' 58" NB, 6° 20' 12" OL | 16069  | Meer afbeeldingen                                                       |
| Muurfragment                                                            | Kasteel, buitenplaats     |           |                | Muurfragment vm. Slot Schuylenburch | 51° 54' 43" NB, 6° 19' 35" OL | 16070  | Meer afbeeldingen                                                       |
| Sint-Martinuskerk                                                       | Kerk en kerkonderdeel     | 1923-1924 | Joseph Cuypers | Dorpsstraat 19                      | 51° 54' 60" NB, 6° 20' 21" OL | 523704 | Meer afbeeldingen                                                       |
| Woonhuis, voormalige pastoriewoning met aangrenzend voormalig koetshuis | Kerkelijke dienstwoning   | 1858      |                | Molenstraat 48                      | 51° 55' 1" NB, 6° 20' 9" OL   | 523705 | Woonhuis, voormalige pastoriewoning met aangrenzend voormalig koetshuis |

## Gendringen
De plaats Gendringen telt 7 inschrijvingen in het rijksmonumentenregister. Zie Lijst van rijksmonumenten in Gendringen voor een overzicht.

## Megchelen
De plaats Megchelen telt 3 (inclusief de complexonderdelen 8) inschrijvingen in het rijksmonumentenregister.
| Object                                                                                 | Oorspronkelijke functie? | Bouwjaar                  | Architect | Locatie                            | Coördinaten?                  | Nr.?   | Afbeelding        |
| -------------------------------------------------------------------------------------- | ------------------------ | ------------------------- | --------- | ---------------------------------- | ----------------------------- | ------ | ----------------- |
| Nederlands hervormde kerk                                                              | Kerk en kerkonderdeel    |                           |           | Koninginneweg 2                    | 51° 50' 14" NB, 6° 23' 39" OL | 16071  | Meer afbeeldingen |
| Landfort, hoofdgebouw                                                                  | Kasteel, buitenplaats    | 1825-1827                 |           | Landfortseweg 4                    | 51° 51' 11" NB, 6° 24' 25" OL | 512220 | Meer afbeeldingen |
| Landfort, tuin en park                                                                 | Tuin, park en plantsoen  |                           |           | Landfortseweg bij 4                | 51° 51' 10" NB, 6° 24' 10" OL | 512223 | Meer afbeeldingen |
| Landfort, toegangsbrug                                                                 | Tuin, park en plantsoen  | 1903                      |           | Landfortseweg bij 4                | 51° 51' 10" NB, 6° 24' 10" OL | 512224 | Meer afbeeldingen |
| Landfort, duiventoren                                                                  | Tuin, park en plantsoen  | 1825                      |           | Landfortseweg bij 4                | 51° 51' 10" NB, 6° 24' 10" OL | 512225 | Meer afbeeldingen |
| Landfort, tuinmuur                                                                     | Tuin, park en plantsoen  |                           |           | Landfortseweg bij 4                | 51° 51' 10" NB, 6° 24' 10" OL | 512226 | Meer afbeeldingen |
| Landfort, ijzeren brug                                                                 | Tuin, park en plantsoen  | 1872                      |           | Landfortseweg bij 4                | 51° 51' 10" NB, 6° 24' 10" OL | 512227 | Meer afbeeldingen |
| Kasteelterrein van het voormalige Slot Swanenburg met de ronde toren van de voorburcht | Archeologisch monument   | late middeleeuwen (toren) |           | Kasteelterrein vm. Slot Swanenburg | 51° 51' 21" NB, 6° 23' 28" OL | 16066  | Meer afbeeldingen |

## Netterden
De plaats Netterden telt 2 inschrijvingen in het rijksmonumentenregister.
| Object             | Oorspronkelijke functie? | Bouwjaar              | Architect                | Locatie          | Coördinaten?                  | Nr.?  | Afbeelding        |
| ------------------ | ------------------------ | --------------------- | ------------------------ | ---------------- | ----------------------------- | ----- | ----------------- |
| Sint-Walburgiskerk | Kerk en kerkonderdeel    | 15e eeuw              | P.J.H. Cuypers (verbouw) | Walburgisplein 1 | 51° 51' 24" NB, 6° 18' 44" OL | 16072 | Meer afbeeldingen |
| Pastorie           | Kerkelijke dienstwoning  | tweede kwart 19e eeuw |                          | Walburgisplein 3 | 51° 51' 24" NB, 6° 18' 44" OL | 16073 | Meer afbeeldingen |

## Silvolde
De plaats Silvolde telt 3 inschrijvingen in het rijksmonumentenregister.
| Object                    | Oorspronkelijke functie?  | Bouwjaar  | Architect     | Locatie                  | Coördinaten?                  | Nr.?   | Afbeelding        |
| ------------------------- | ------------------------- | --------- | ------------- | ------------------------ | ----------------------------- | ------ | ----------------- |
| Sint-Mauritiuskerk (r.k.) | Kerk en kerkonderdeel     | 1931      | J.H. Sluijmer | Prins Bernhardstraat 4   | 51° 54' 39" NB, 6° 22' 53" OL | 515474 | Meer afbeeldingen |
| Gerritsens Molen          | Industrie- en poldermolen | 1856      |               | Molenberg 4              | 51° 54' 39" NB, 6° 23' 37" OL | 39086  | Meer afbeeldingen |
| (Oude) Mauritiuskerk      | Kerk en kerkonderdeel     | 1100-1240 |               | tegenover Kerkenstraat 6 | 51° 54' 37" NB, 6° 22' 49" OL | 39085  | Meer afbeeldingen |

## Sinderen
De plaats Sinderen telt 8 inschrijvingen in het rijksmonumentenregister. Zie Lijst van rijksmonumenten in Sinderen voor een overzicht.

## Terborg
De plaats Terborg telt 18 inschrijvingen in het rijksmonumentenregister. Zie Lijst van rijksmonumenten in Terborg voor een overzicht.

## Ulft
De plaats Ulft telt 7 (inclusief de complexonderdelen 17) inschrijvingen in het rijksmonumentenregister. Zie Lijst van rijksmonumenten in Ulft voor een overzicht.

## Varsselder
De plaats Varsselder telt 1 inschrijving in het rijksmonumentenregister.
| Object                                | Oorspronkelijke functie?  | Bouwjaar | Architect | Locatie        | Coördinaten?                  | Nr.?  | Afbeelding        |
| ------------------------------------- | ------------------------- | -------- | --------- | -------------- | ----------------------------- | ----- | ----------------- |
| Vervallen ronde bakstenen bovenkruier | Industrie- en poldermolen | 1850     |           | Hoofdstraat 49 | 51° 53' 22" NB, 6° 21' 31" OL | 16075 | Meer afbeeldingen |

## Varsseveld
De plaats Varsseveld telt 5 (inclusief de complexonderdelen 7) inschrijvingen in het rijksmonumentenregister.
| Object                                          | Oorspronkelijke functie?  | Bouwjaar | Architect | Locatie                | Coördinaten?                  | Nr.?   | Afbeelding                                      |
| ----------------------------------------------- | ------------------------- | -------- | --------- | ---------------------- | ----------------------------- | ------ | ----------------------------------------------- |
| De Engel                                        | Industrie- en poldermolen | 1849     |           | Hiddinkdijk 4          | 51° 56' 45" NB, 6° 27' 59" OL | 39092  | Meer afbeeldingen                               |
| Grote of Laurentiuskerk                         | Kerk en kerkonderdeel     |          |           | Kerkplein 1            | 51° 56' 37" NB, 6° 27' 48" OL | 39093  | Meer afbeeldingen                               |
| 't Hofshuus                                     | Boerderij                 |          |           | Leemscherweg 24        | 51° 56' 39" NB, 6° 28' 18" OL | 39094  | Meer afbeeldingen                               |
| Waterzuiveringsinstallatie: Pompgebouw          | Nutsbedrijf               | 1939     |           | Vlakkeeweg 2           | 51° 57' 18" NB, 6° 27' 50" OL | 515464 | Waterzuiveringsinstallatie: Pompgebouw          |
| Waterzuiveringsinstallatie: Slibgistingtank     | Nutsbedrijf               | 1939     |           | Vlakkeeweg bij 2       | 51° 57' 18" NB, 6° 27' 50" OL | 515465 | Waterzuiveringsinstallatie: Slibgistingtank     |
| Waterzuiveringsinstallatie: Transformatorhuisje | Nutsbedrijf               | 1939     |           | Vlakkeeweg bij 2       | 51° 57' 17" NB, 6° 27' 49" OL | 515466 | Waterzuiveringsinstallatie: Transformatorhuisje |
| Kwaksmölle                                      | Industrie- en poldermolen | 1859     |           | Doetinchemseweg bij 48 | 51° 56' 44" NB, 6° 27' 25" OL | 527581 | Meer afbeeldingen                               |

## Voorst
De plaats Voorst telt 1 inschrijving in het rijksmonumentenregister.
| Object                        | Oorspronkelijke functie?  | Bouwjaar  | Architect | Locatie     | Coördinaten?                 | Nr.?   | Afbeelding        |
| ----------------------------- | ------------------------- | --------- | --------- | ----------- | ---------------------------- | ------ | ----------------- |
| Molen Van Hal / Voorste molen | Industrie- en poldermolen | 1867/2010 |           | Grensweg 13 | 51° 52' 21" NB, 6° 25' 2" OL | 515762 | Meer afbeeldingen |

Aalten ·
Apeldoorn ·
Arnhem ·
Barneveld ·
Berg en Dal ·
Berkelland ·
Beuningen ·
Bronckhorst ·
Brummen ·
Buren ·
Culemborg ·
Doesburg ·
Doetinchem ·
Druten ·
Duiven ·
Ede ·
Elburg ·
Epe ·
Ermelo ·
Harderwijk ·
Hattem ·
Heerde ·
Heumen ·
Lingewaard ·
Lochem ·
Maasdriel ·
Montferland ·
Neder-Betuwe ·
Nijkerk ·
Nijmegen ·
Nunspeet ·
Oldebroek ·
Oost Gelre ·
Oude IJsselstreek ·
Overbetuwe ·
Putten ·
Renkum ·
Rheden ·
Rozendaal ·
Scherpenzeel ·
Tiel ·
Voorst ·
Wageningen ·
West Betuwe ·
West Maas en Waal ·
Westervoort ·
Wijchen ·
Winterswijk ·
Zaltbommel ·
Zevenaar ·
Zutphen